# Wilfried Kuckelkorn
Wilfried Kuckelkorn este un om politic german, membru al Parlamentului European în perioada 1999-2004 din partea Germaniei. 
1. ↑  Deputații în Parlamentul European